# Juan José de Amézaga
Juan José de Amézaga Landaraso (Montevideo, 28 gennaio 1861 – Montevideo, 21 agosto 1956) è stato un politico uruguaiano.
È stato Presidente dell'Uruguay dal 1º marzo 1938 al 1º marzo 1947.